# Pavel Borisovič Akselrod
Pavel Borisovič Akselrod, rusko Па́вел Бори́сович Аксельро́д, ruski socialist, * 1850, † 1928.
Akselrod je bil vodja menjševikov.
V 70. letih 19. stoletja je sodeloval v gibanju narodnikov, nato pa pri skupini Osvoboditev dela, ki jo je leta 1833 ustanovil Georgij Plehanov.
Akselrod je bil tudi član uredništva Iskre.
Kritiziral je Leninova načela o organizaciji marksistične delavske stranke in si prizadeval za nestrankarski kongres delavcev, ki bi bil vodilna sila delavskega razreda.
Od 1917 je živel v emigraciji.
1. ↑  Brockhaus Enzyklopädie